# Cleomenes banauensis
Cleomenes banauensis là một loài bọ cánh cứng trong họ Cerambycidae.